# محمدرضا زالی
دکتر محمدرضا زالی از اعضای پیوسته فرهنگستان علوم پزشکی است و از سال ۶۸ تا ۷۲ معاونت تحقیقات و فناوری وزارت بهداشت بوده‌است.
وی از استادان دانشگاه علوم پزشکی شهید بهشتی و فوق تخصص گوارش بوده و در بیمارستان طالقانی مشغول به کار است. وی رئیس پژوهشکده گوارش و کبد دانشگاه شهید بهشتی بوده و در این پژوهشکده در سال ۸۵ نخستین پیوند سلولهای بنیادی کبد در ایران با موفقیت انجام شد. وی سال‌ها از مؤسسین و اعضای هیئت مدیره انجمن متخصصین بیماری‌های دستگاه گوارش و کبد ایران بوده و همچنین بیش از صدها مقاله در نشریات پزشکی منتشر کرده‌است. زالی در بیست و دومین جشنواره تحقیقات علوم پزشکی رازی رتبه اول علوم بالینی و سلامت شد. وی برگزیده پنجمین دوره جایزه علمی علامه طباطبایی بنیاد ملی نخبگان در سال ۱۳۹۸ می‌باشد.